# Nikolai von Japan

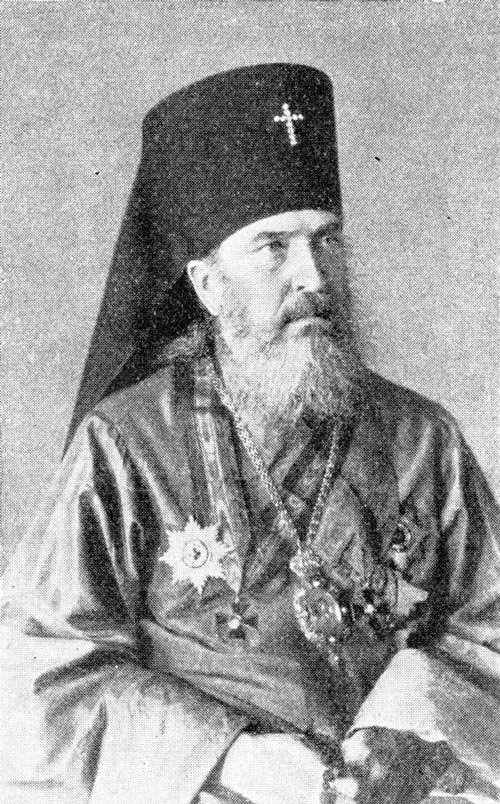
Nikolai von Japan

Nikolai von Japan (* 1. Augustjul. / 13. August 1836greg. in Smolensk als Iwan Dmitrijewitsch Kassatkin; † 3. Februarjul. / 16. Februar 1912greg. in Tokio) war ein russischer Mönch der orthodoxen Kirche. Er führte die orthodoxe Kirche in Japan ein und wurde auch der erste orthodoxe Erzbischof von Tokio und Japan.

## Leben
Nikolai studierte ab 1857 Theologie in Sankt Petersburg. 1860 wurde er Mönch und noch im selben Jahr auch Priester. Bereits während seiner Studienzeit hatte er sich auf einen Aufruf hin gemeldet, in dem für die Kapelle des russischen Konsulats in Hakodate ein Priester für die dort stationierten Russen gesucht wurde. 1861 reiste er nach Japan, begann aber in Hakodate – entgegen den Wünschen des Konsuls – im Alleingang mit der Missionierung der einheimischen Japaner. Danach ging er nach Tokio, wo das erste Bistum der orthodoxen Kirche in Japan gegründet wurde.
Er blieb danach ständig in Japan. Auch während des Russisch-Japanischen Krieges (1904–1905) lag seine Loyalität eher bei den japanischen Christen als beim russischen Staat. Seine Arbeit war „durch die Absage an alle politischen Bindungen und durch die Heranbildung eines japanischen Klerus zielbewusst auf die Gründung einer genuin japanischen ‚jungen Kirche‘ angelegt“.
Bei seinem Tod hatte die orthodoxe Kirche in Japan etwa 30.000 Mitglieder, heute ist sie ungefähr ebenso groß.
1970 wurde er als Nikolai, Erleuchter von Japan von der russischen orthodoxen Kirche heiliggesprochen.

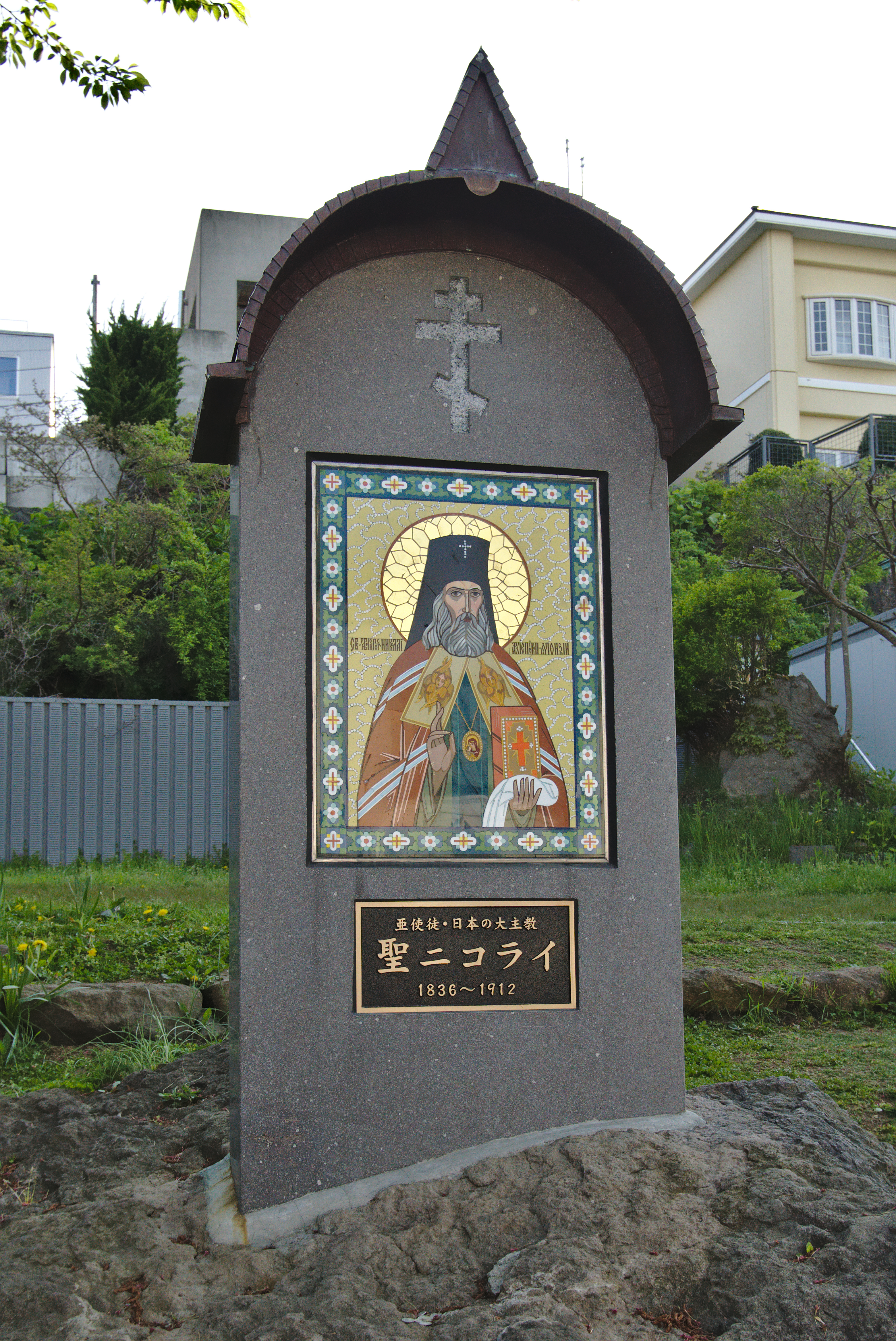
Ikone des Heiligen an der Auferstehungskirche von Hakodate.

## Schriften
Nikolai von Japan übersetzte die in der Liturgie gelesenen Teile des Alten Testaments, das Neue Testament und die übrigen Texte der orthodoxen Liturgie ins Japanische. Seine Übersetzungen sind in einem klassisch-literarischen Japanisch verfasst und gelten als relativ anspruchsvolle Lektüre. Bei der Lautgestalt biblischer Eigennamen folgte er der slawisch-griechischen Tradition, diese weichen daher bei ihm oft stark von japanischen Bibeln der westlichen Tradition ab. (Bsp.: für Jesus schrieb er Iisusu, während andere Kirchen Iyesu verwenden).